# Red Mountain (Camelsfoot Range)
Red Mountain är ett berg i Kanada.   Det ligger i provinsen British Columbia, i den sydvästra delen av landet, 3 500 km väster om huvudstaden Ottawa. Toppen på Red Mountain är 2 445 meter över havet.
Terrängen runt Red Mountain är huvudsakligen kuperad.Trakten runt Red Mountain är nära nog obefolkad, med mindre än två invånare per kvadratkilometer.. Det finns inga samhällen i närheten.
I omgivningarna runt Red Mountain växer i huvudsak barrskog.